# Jan Kounen
Jan Kounen (születési neve: Jan Coenen) (Utrecht, 1964. május 2.–) holland származású francia filmrendező, producer és forgatókönyvíró.

## Munkássága
Jan Kounen felsőfokú tanulmányait a nizzai Dekoratív Művészetek Iskolájában végezte, ahol első filmjeit forgatta. 1988-ban tett mesteri diplomát plasztikus ábrázolásból.
Az 1990-es évektől kezdve videóklipeket is készített, például az Erasure nevű angol pop-együttes, az Elmer Food Beat és az Assassin francia formációk számára.
1997-ben forgatta első egész estés mozifilmjét Dobermann címmel, Joel Houssin műve alapján, Vincent Cassel és Monica Bellucci szereplésével.
7 év után, 2004-ben forgatta második mozifilmjét Blueberry címmel Jean Giraud képregénye alapján. Vincent Cassel mellett Michael Madsen és Juliette Lewis is játszik a filmben.
A következő évben, 2005-ben jelent meg Más világok című dokumentumfilmje, ami a perui Amazonas-völgyben élő Shipibo-Conibo indiánok sámánisztikus kultúráját, spirituális törzsi szokásait mutatja be. A film kapcsolódik a korábbi Blueberry filmhez is.
Ebben a misztikus ihletettségben született 2006-ban a Darshan : Az ölelés című új dokumentumfilmje, ami Ammáról, egy indiai nőről szól, akit szentként tisztelnek Indiában és vannak, akik kilométereken át vándorolnak, hogy az ölelésében részesüljenek (Darshan). A film rendkívül látványdús.

## Filmográfia

### Rendező
Mozifilmek
- 1997 : Dobermann
- 2004 : Blueberry
- 2007 : 99 frank
- 2009 : Coco Chanel és Igor Stravinsky

Dokumentumfilmek
- 2004 : Más világok
- 2005 : Darshan : Az ölelés
- 2015 : Vape Wave

Tévéfilm
- 2013 : A gólyák repülése

Rövidfilmek
- 1986 : Jeff Blizzard kalandjai, 16 perces, fekete-fehér
- 1986 : The Broadsword
- 1986 : Soft, animációs film
- 1987 : Het Journaal, rajzfilm
- 1987 : Het Virus, animációs film
- 1989 : Gisèle Kérozène
- 1990 : L'Âge de plastic
- 1994 : Capitaine X
- 1994 : Vibroboy
- 1996 : Le Dernier Chaperon rouge
- 2006 : 8 – Panshin Beka története
- 2012 : Hűtlenek –  Ultimate Fucking rész

Videóklipek
- 1990 : Chihuahuas
- 1990 : Elmer Food Beat – Le plastique c'est fantastique
- 1990 : Pauline Ester – Le monde est fou
- 1992 : Erasure – Lay All Your Love On Me
- 1992 : Erasure – S.o.s.
- 1992 : Erasure – Voulez-Vous
- 1994 : Erasure – Always
- 2000 : Assassin – Touche d'espoir

### Forgatókönyvíró
- 1994 : Kapitány X
- 1994 : Vibroboy
- 1996 : Az utolsó vörös gardedám
- 2004 : Blueberry (Jean-Michel Charlier és Jean Giraud képregénye alapján)

### Producer
- 1994 : X Kapitány
- 1994 : Vibroboy
- 2004 : Más világok (D'autres mondes – Other Worlds) (dokumentumfilm)

### Színész
- 1989 : Gisèle Kérozène
- 1996 : Je suis ton châtiment, mint Guillaume Bréaud
- 1997 : Dobermann : férfi a bankban
- 2004 : Blueberry: Billy
- 2007 : 99 frank: néző a moziban
- 2013 : Neuf mois ferme

## Író
- 2005 : Víziók : A sámánizmusról, a Blueberry  és a Más világok  kiegészítésére
- 2006 : Amma karjai között , előzménye Darshan : Az ölelés
- 2007 : 99 frank : Használati kézikönyv a hiperfogyasztói társadalomhoz
- 2008 : Növények és sámánizmus : Beszélgetések az ayahuascáról és az ibogáról
- 2011 : Belső utazások napjlója. Orvosi Ayahuasca, egy kézikönyv